# Jan Peeters il Vecchio
Jan Peeters il Vecchio noto anche come Jan Peeters I o Johannes Peeters (Anversa, 24 aprile 1624 – Anversa, 1677) è stato un pittore e disegnatore fiammingo del barocco.

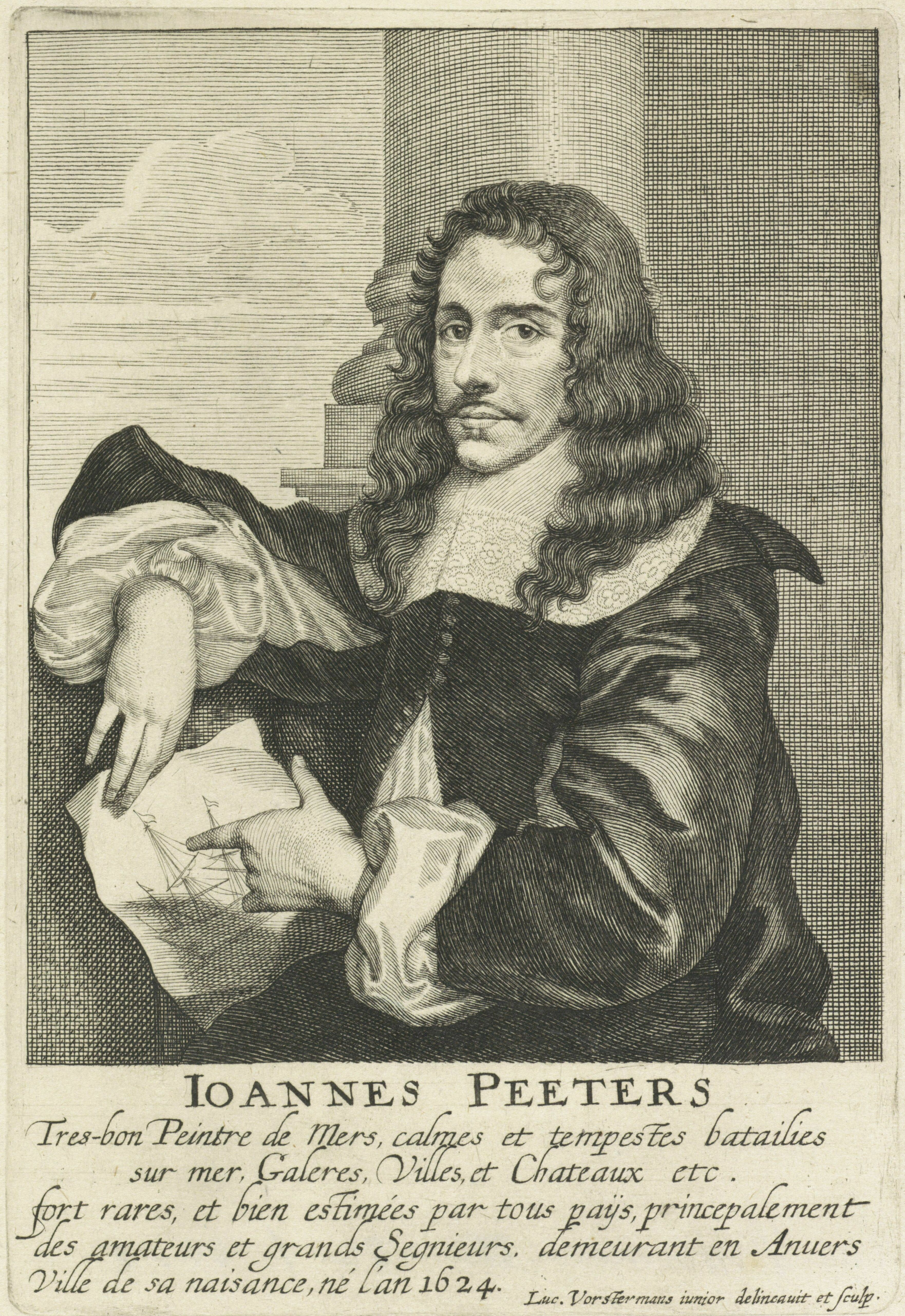
Ritratto di Jan Peeters in Het Gulden Cabinet

É noto per i suoi dipinti di tempeste marine e naufragi e per i suoi disegni topografici.

## Biografia

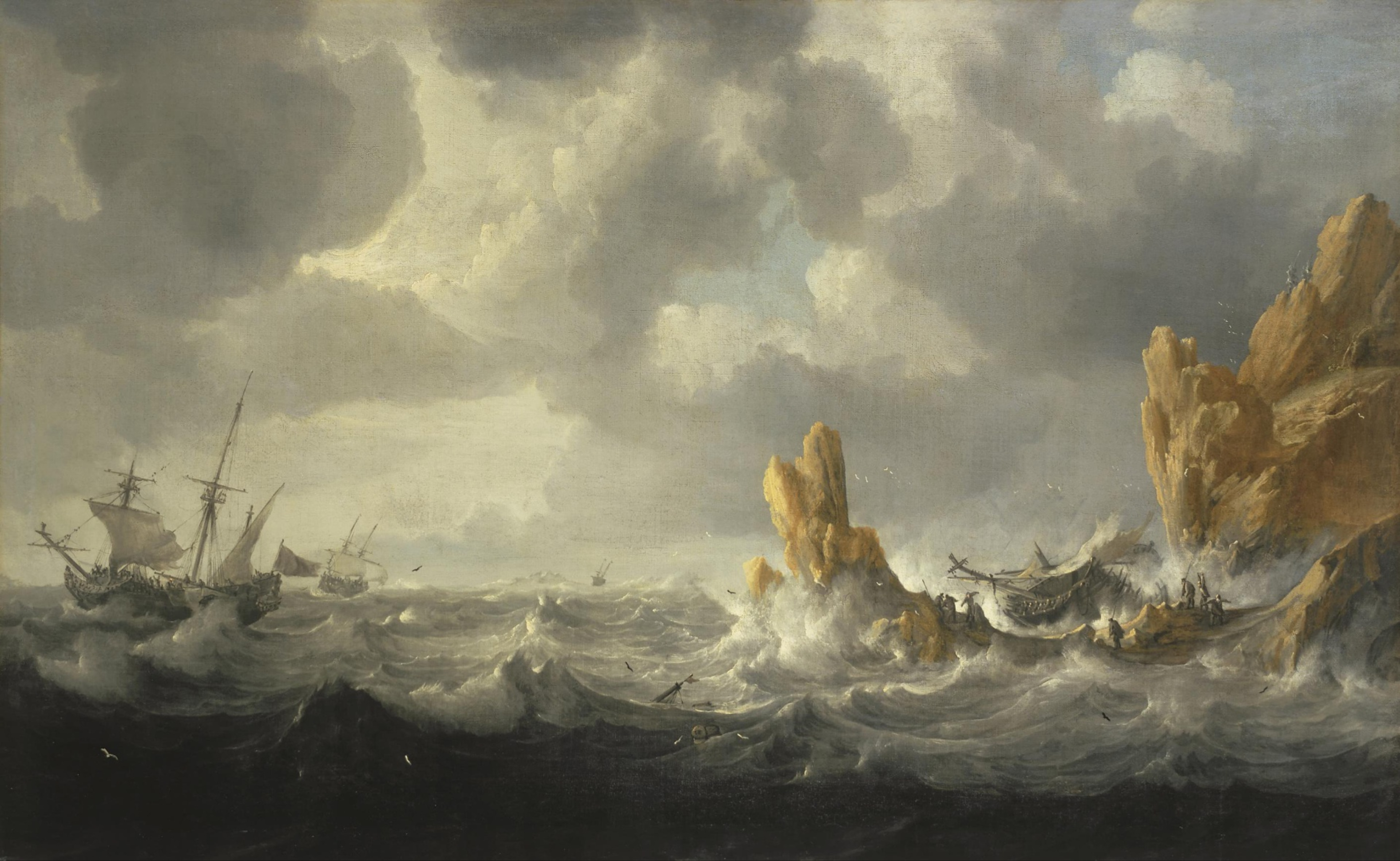
Mare in tempesta

Era figlio di Cornelis Peeters e Catharina van Eelen e fratello dei pittori Gillis, Bonaventura il Vecchio e Catharina. Studiò con i suoi fratelli Bonaventura e Gillis oltre che con Joannes Boots. Divenne maestro della Corporazione di San Luca ad Anversa nel 1645.

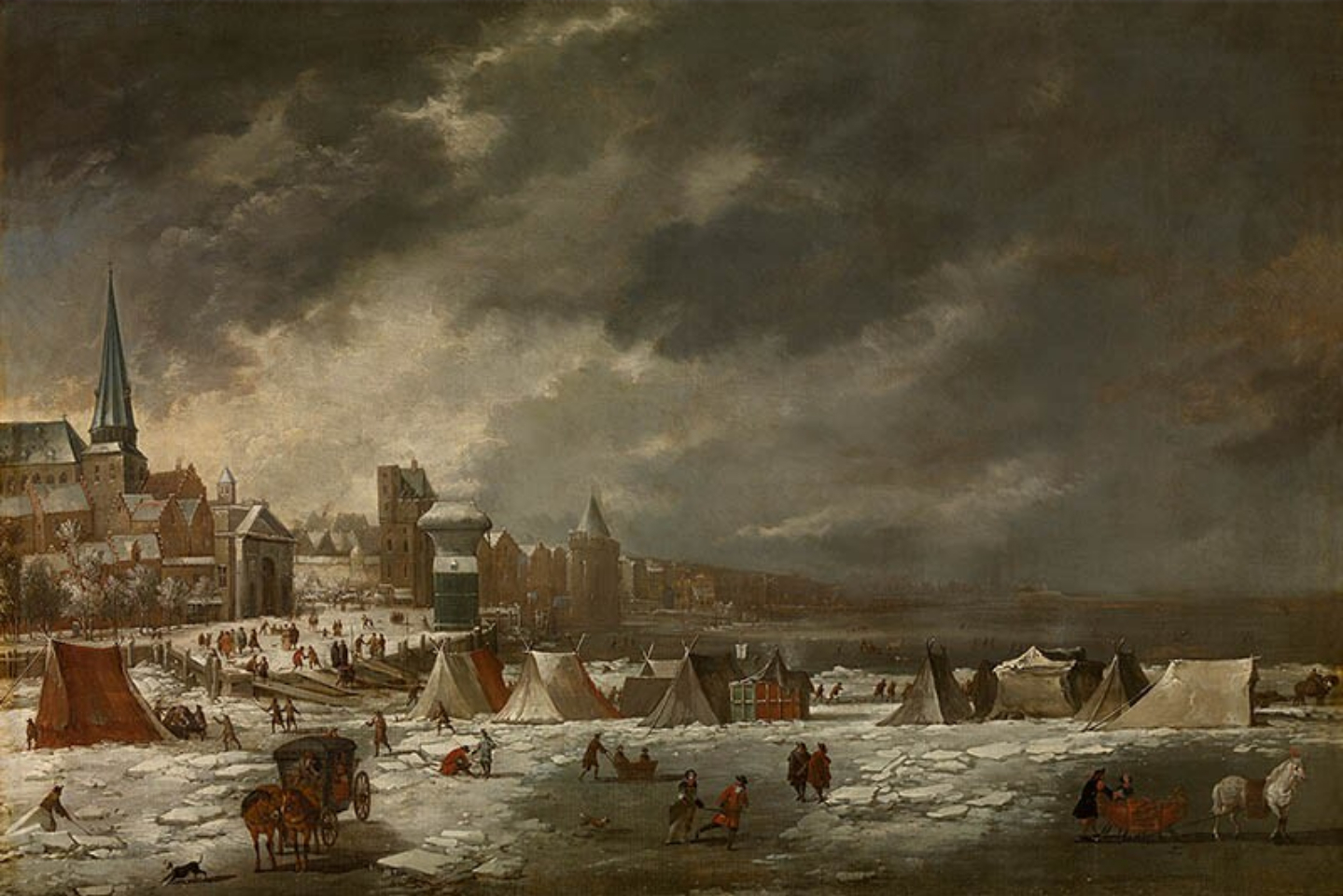
La Schelda gelata ad Anversa

Fu attivo a Hoboken, vicino ad Anversa, dal 1645 al 1654, e lavorò anche nella bottega di suo fratello Bonaventura. Nel 1654 sposò Catherine Buseliers e ritornò ad Anversa. La coppia ebbe due figli, Johannes Franciscus e Isabella.  Johannes Franciscus divenne pittore ma di lui si conosce molto poco.
Nel 1659 Jan fu per sei mesi nella Repubblica delle Sette Province Unite e disegnò panorami di diverse città e porti che vennero poi incisi da Gaspar Bouttats. A causa dei suoi numerosi disegni di luoghi lontani, si ritiene che abbia viaggiato in Francia, Italia, Libia, Il Cairo e Gerusalemme.  Tuttavia è possibile che li abbia copiati da disegni di altri artisti, come suo nipote Bonaventura il Giovane che risulta essere stato mercante, marinaio e anche artista.
Ebbe come allievo Adriaen van Bloemen e morì ad Anversa.

## Opere

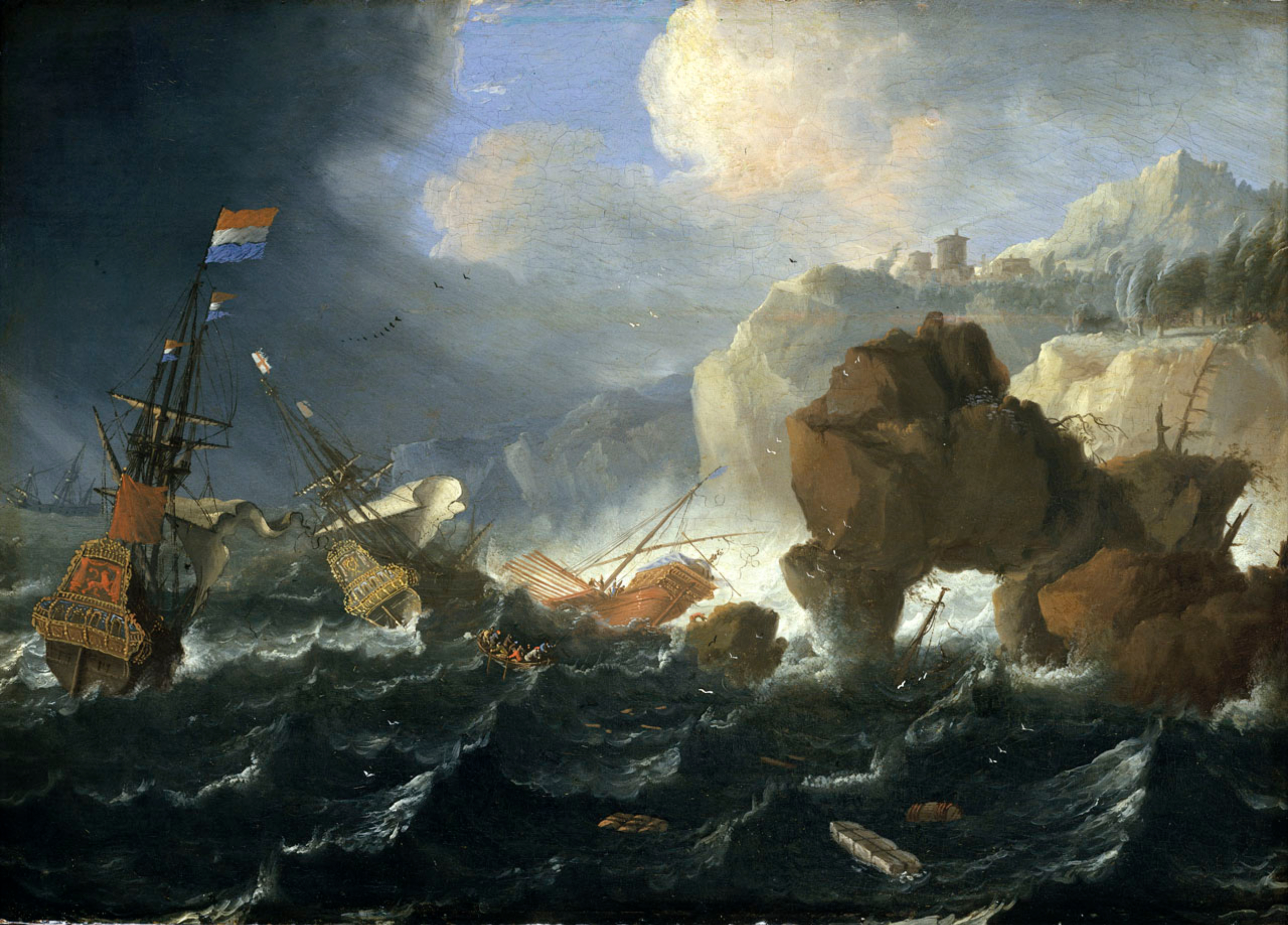
Una galea si schianta contro la costa rocciosa

Il fratello di Jan, Bonaventura, fu un maestro nella pittura di naufragi drammatici con nuvole e onde scure. Jan studiò con suo fratello e dipinse soggetti marini in uno stile simile a quello del fratello senza raggiungere, tuttavia, lo stesso livello di eccellenza pittorica. I suoi soggetti andavano dalle scene marine domestiche ad ambientazioni del Mediterraneo. Alcuni dipinti rappresentano battaglie navali e attacchi navali a delle fortezze. Dipinse mari agitati con naufragi e navi in acque calme. Era bravo a rappresentare le condizioni atmosferiche, in particolare delle nuvole. Dipinse anche vedute di città e paesaggi architettonici, nonché alcuni ritratti.
Jan Peeters è anche noto per i suoi disegni topografici di varie località che sono stati utilizzati come disegni da diversi incisori. Wenceslaus Hollar incise, nel 1651, una serie di sei viste fluviali e costiere di luoghi nella Repubblica olandese, su disegni di Jan Peeters. Hollar realizzò anche incisioni di vedute orientali su disegni di Jan Peeters. L'incisore fiammingo Gaspar Bouttats incise quattordici tavole per un volume di vedute della città di Gerusalemme e delle aree circostanti, pubblicato nel 1672 dall'editore Jacob Peeters con il titolo Viste dall'Arabia, dalla Giudea, dalla Caldea, dalla Siria, da Gerusalemme, da Antiochia, da Aleppo, da La Mecca ecc. da disegni di Jan Peeters il Vecchio.

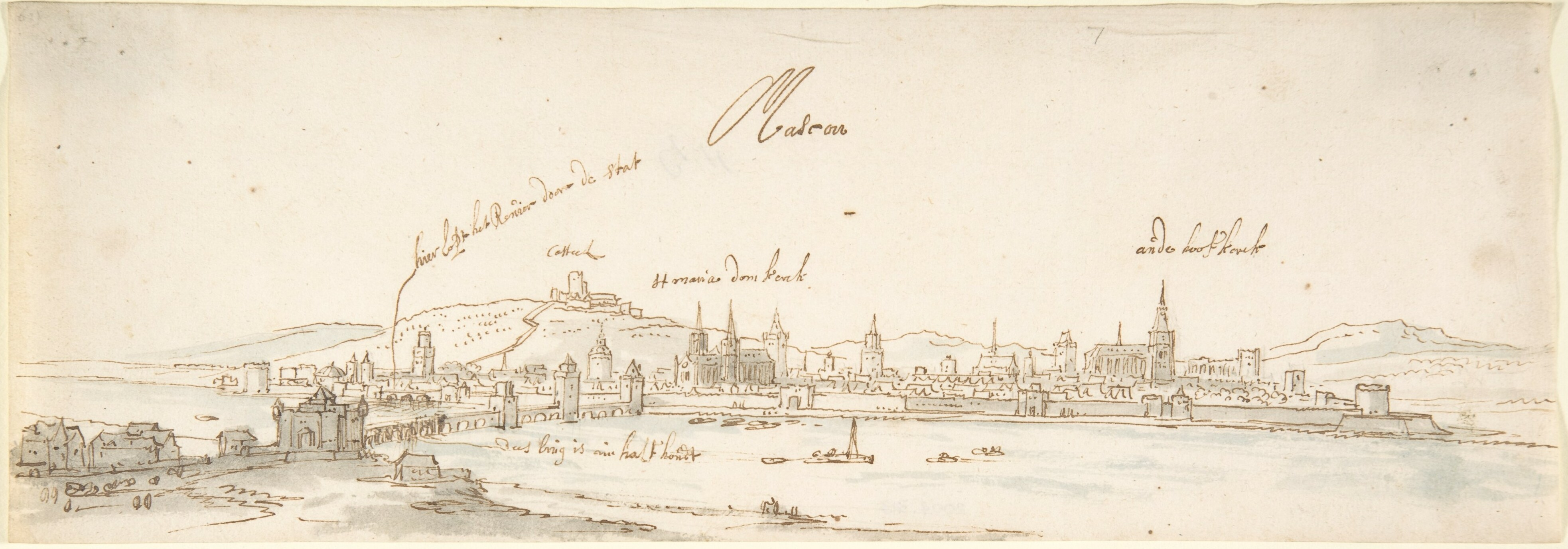
Vista di Mâcon da est

Bouttats utilizzò disegni di Jan Peeters il Vecchio per la pubblicazione di Thooneel der Steden ende Sterckten van t'Vereenight Nederlandt meet d'aensgrensende Plaetsen soo a Brabandt Vlaenderen als anden Rhijn en elders verovert door di Waepenen der Groot-moghende Heeren Staeten onder het gheley vande veggente Edele Hooghghebore Princen va Oranien (Scene delle città e dei forti dell'Olanda unita con i paesi limitrofi come il Brabante, le Fiandre e il Reno e conquistate altrove dalle Armi dei Grandi e Potenti Stati Sovrani sotto la direzione del Nobile Principe d'Orange). Quest'ultimo lavoro offriva viste sulla città delle principali città e fortezze della Repubblica olandese, delle Fiandre e lungo il Reno.
Disegni di Jan Peeters sono stati la base per alcune delle stampe di Gaspar Bouttats e Lucas Vorsterman il Giovane per la pubblicazione di Jacob Peeters ad Anversa di diverse serie di stampe pubblicate sotto il titolo Description des principales villes, havres et isles du golfe de Venise du cote oriental, comme aussi des villes et fortresses de la Moree et quelques places de la Grece et es isles principales de l'Archipel et fortresses dícelles et en suittes quelques places renommées de la Terre Saincte, et autres dessous la domination Ottomane vers le Midij et l'Orient, et quelques principales villes en Perse et le regne du Grand Mogol le tout en Abrege (Descrizione delle principali città, porti e isole del Golfo di Venezia sul lato orientale, così come le città e le fortezze del Moree e alcuni luoghi della Grecia e le isole principali dell'arcipelago e fortezze di quello e seguendo alcuni luoghi famosi della Terra di Santi, e altri sotto la dominazione ottomana verso il Mezzogiorno e l'Oriente, e alcune delle principali città della Persia e il regno del Gran Mogol, tutte in astratto). Questa era una serie di mappe e punti di vista sull'Europa meridionale, sull'Africa settentrionale e sul Medio Oriente.

## Note

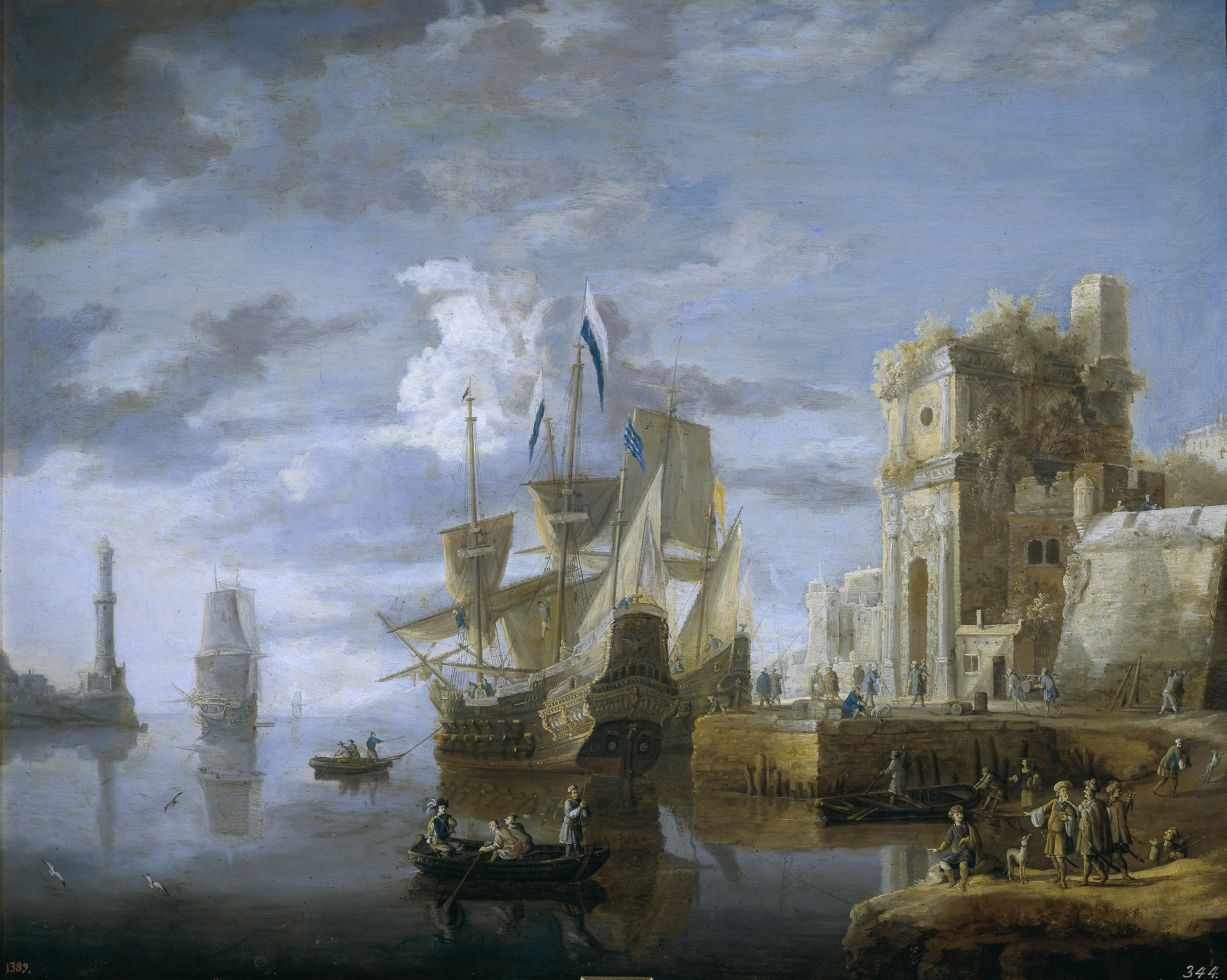
Vista di un porto